# Air Lintang (Muara Enim)
Air Lintang is een bestuurslaag in het regentschap Muara Enim van de provincie Zuid-Sumatra, Indonesië. Air Lintang telt 6487 inwoners (volkstelling 2010).